# 德化堂
22°59′21″N 120°12′22″E / 22.989113°N 120.206115°E

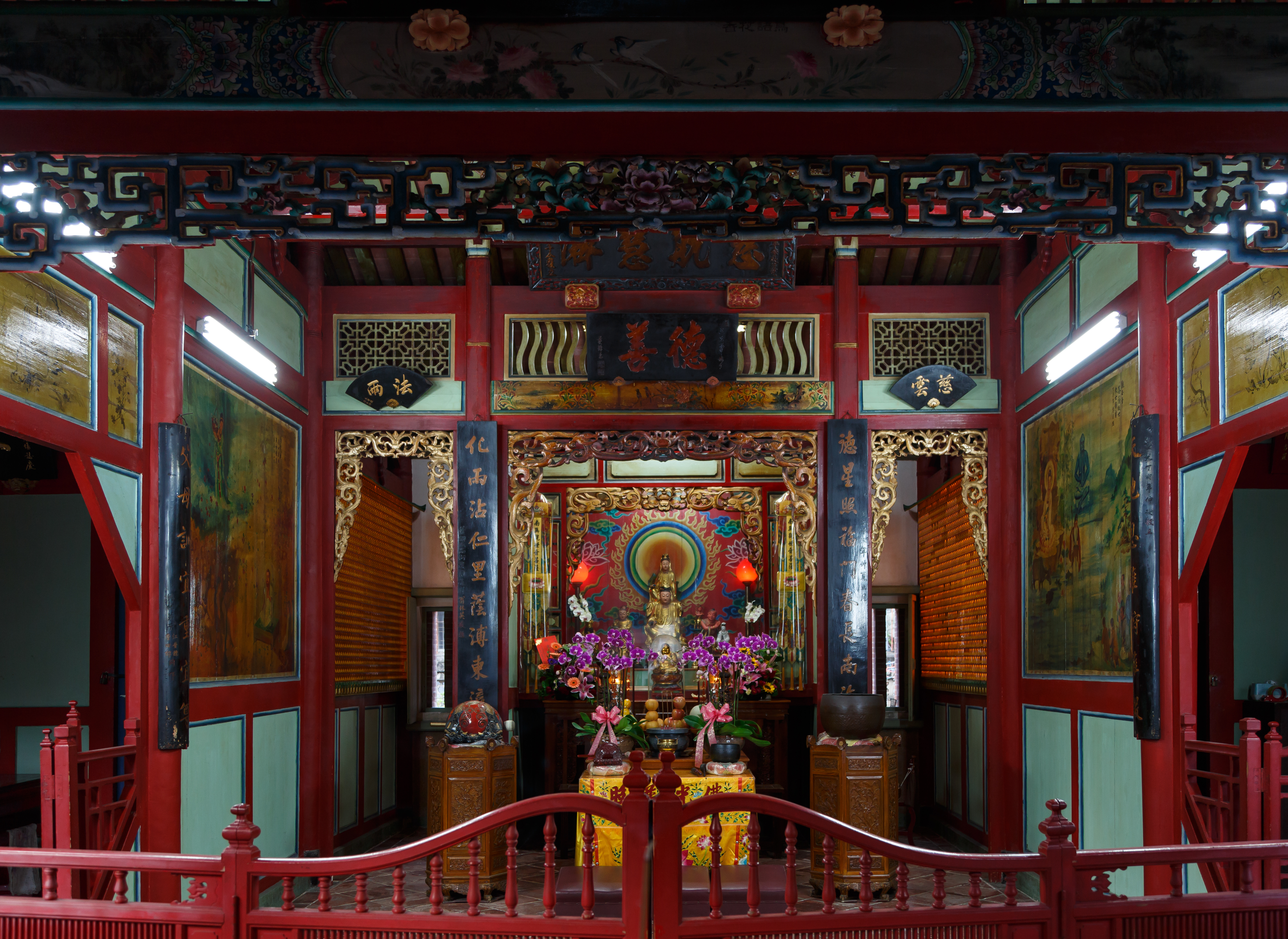
德化堂佛龕

德化堂，是位於臺灣臺南市中西區的齋教龍華派寺廟，過去是東安坊馬公廟街:236，是中華民國直轄市定古蹟。該齋堂屬於龍華教漢陽堂之下:152，在安平化善堂受到安平沒落的影響後，成為臺灣南部龍華派齋堂的傳教中心:153。

## 沿革
清乾隆三十年（1765年），龍華派齋友便至安平傳教，建立化善堂:152。而到了嘉慶十九年（1814年），門徒黃丑集資又建德善堂於臺灣府城內的覆頂金:152。信徒日眾後，道光十四年（1834年）才由謝普爵等四位齋友集資在今現址建立德化堂，於十八年（1838年）時完工:152:236。明治三十四年（1901年），董事吳子周、陳普燃等倡修過:236。
進入日治時期後，德化堂為求自保，與其他許多臺灣寺院一樣加入日本佛教曹洞宗:152。之後在明治四十三年（1910年）曾修整過:152。大正七年（1918年），德善堂因開新路而被拆除，遂併入德化堂中:236。而五年後，德化堂也因為開闢今天的府前路一段而拆除了第一進的部分，將凹字型頭門移到中進，後進的宅居則改為正堂，堂前建四垂亭:236。
二次大戰時，德化堂亦受到美軍空襲影響，其左右護室被炸毀:236。民國三十九年（1950年）時，由洪池、盧世澤重修，之後於五十六年（1967年）時再修:236。民國八十六年（1997年）時因年久失修再次進行修護，於三年後（2000年）完工:152。

## 建築特色
由於具在家佛教特質，其空間和傳統民宅相同，但裝飾彩畫因空門化影響而與佛寺類似:153。原本為座北朝南的三進建築，今只餘二進:236。
堂門為凹壽形式，上繪有門神四大天王，馬背則有獅頭裝飾，而在門內則供奉韋馱尊者:153。門後是捲棚式拜殿，現也做為講堂使用:153。正殿以門罩形成神龕之空間，在中央供奉兩尊觀音菩薩，前面一尊是德化堂原有的神像，後面則是原本德善堂的神像:153。而在觀音右側則供奉龍華派祖師羅祖，並在神像前陳祀「三公椅」三張，象徵龍華派羅祖、殷普能、姚普善三位祖師:153。而正殿兩側「菩薩救世、大士顯身」和「居士說法、天女散花」壁畫，則為潘麗水之作:153。而在正殿左右兩側有洞門通往左右廂房，而左偏殿現在為祖先堂，右偏殿則是宗德祠，陳祀歷代堂主與齋眾、信徒的牌位:153。
堂中古匾以清同治五年（1866年）由按察使銜分巡臺灣兵備道丁曰健所獻的「惠普群生」:170與道光七年（1827年）的「觀自在」較為有名，而收藏的文獻除教內經懺寶卷外，還有「三皈五戒牌」與「護道榜文」，為該堂之寶:153。除此之外，在佛壇兩側還有通判林英獻所獻的楹聯「德興照福門春長南海，化雨沾仁里蔭薄東瀛」:170。

## 外部連結
- 德化堂的Facebook專頁
- 臺南德化堂——文化部文化資產局 （页面存档备份，存于）